# Marañónmuggenvanger
De Marañónmuggenvanger (Polioptila maior) is een zangvogel uit de familie Polioptilidae (muggenvangers). Eerder werd deze vogel beschouwd als een ondersoort van de amazonemuggenvanger (P. plumbea).

## Verspreiding en leefgebied
Deze soort komt voor in noordelijk Peru in het stroomgebied van de rivier de Marañón.